# Karel Kühnl (Politiker)

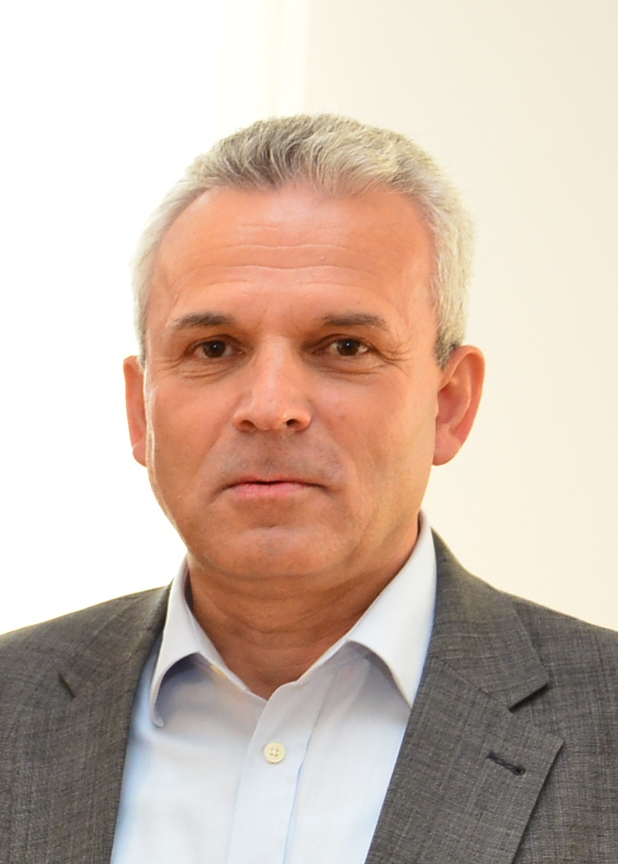
Karel Kühnl (2013)

Karel Kühnl (* 12. September 1954 in Prag) ist ein tschechischer Politiker und Diplomat. Er war Parteivorsitzender der liberalen Unie svobody (US) und Minister in mehreren Regierungen.

## Leben
Von 1973 bis 1978 studierte Kühnl Rechtswissenschaft an der juridischen Fakultät der Karls-Universität. Im Jahr 1980 emigrierte er aus politischen Gründen und lebte in Wien und München. Im Exil arbeitete Künhl für Radio Free Europe.
Nach der Rückkehr nach Prag war Kühnl von 1991 bis 1993 als Berater für Regierungsmitglieder und als externer Assistent der juridischen Fakultät tätig. 1992 wurde er zum Vorsitzenden des  Rats des Tschechischen Fernsehens ernannt. Von 1993 bis 1997 war er Botschafter in London. Am 3. Juni 1997 wurde Kühnl für die ODA zum Minister für Industrie und Handel in der Regierung Klaus II ernannt. Dieses Amt behielt er auch in der Übergangsregierung Tošovský. Nach den Abgeordnetenhauswahlen 1998 zog Kühnl für die US ins Abgeordnetenhaus ein und war bis 2004 Klubvorsitzender seiner Partei. 2000–2001 war Kühnl Parteivorsitzender.
Von 2004 bis 2006 war Kühnl Verteidigungsminister in den Regierungen Gross und Paroubek. 2006 verlor Kühnl sein Mandat. Er war von 2007 bis 2013 tschechischer Botschafter in Zagreb.